# Gerard van Loon (graaf)
Gerard van Loon was de zesde graaf van het graafschap Loon. Zijn ambtsperiode liep van 1171 tot 1194.

## Biografie
In 1179 verwoestten troepen van de prins-bisschop van Luik, Rudolf van Zähringen de grafelijke burcht. De graaf werd verplicht het graafschap Duras aan de prins-bisschop af te staan. Gerard verkoos te verhuizen naar het grafelijk slot te Kuringen, het Prinsenhof dat centraler in zijn gebied lag. Hij stichtte in 1192 in Kuringen vlak bij zijn residentie, de abdij van Herkenrode. Het grondgebied, in de 13e eeuw ongeveer 3000 ha groot, was eigendom van de graaf. Hij schonk het aan een zekere broeder Henricus met de voorwaarde er een klooster voor Cisterciënzerinnen te stichten. Het was het eerste en werd het grootste vrouwenklooster van die orde in de Nederlanden. De graaf liet in Kolmont bij Tongeren de burcht van Kolmont bouwen, een tienhoekige toren met een diameter van 16 m.
Gerard van Loon nam deel aan de Derde Kruistocht genoemd de koningentocht. Deze ging door onder leiding van onder meer keizer Frederik Barbarossa, koning Filips-August van Frankrijk en koning Richard Leeuwenhart van Engeland. Gerard van Loon overleed na 1194. Anders dan wat vaak wordt beweerd, sneuvelde hij niet tijdens het beleg van de havenstad Akko. Waar en onder welke omstandigheden hij de dood vond, is niet geweten.  Zijn gebeente werd waarschijnlijk overgebracht naar de abdij van Herkenrode waar hij werd begraven. Meteen werd de ondertussen gesloopte abdijkerk het mausoleum van het Loonse grafelijk geslacht.
Gerard was gehuwd met Adelheid (ovl. na 1212), dochter van Hendrik I van Gelre. Zij kregen de volgende kinderen:
- Lodewijk, opvolger van zijn vader en probeerde graaf van Holland te worden
- Gerard (ovl. 1216) graaf van Rieneck
- Hendrik, (ovl. 1218) eerst geestelijke maar daarna getrouwd met Mathilde van Vianden, opvolger gedurende drie dagen van zijn broer Lodewijk, beide hoogstwaarschijnlijk vergiftigd door hun broer en opvolger Arnold
- Arnold, de negende graaf van Loon, opvolger van Hendrik
- Diederik (ovl. 1206), seneschalk van Nicomedia, gouverneur van Rousion. Hij vermoordde Alexios V Doukas Mourtzouphlos, die al blind was gemaakt door een van de ex-keizers, toen hij hem van de oude zuil van Theodosius I duwde. Diederik sneuvelde in 1206[2]
- Willem (ovl. januari 1206), legeraanvoerder van zijn broer Diederik, gesneuveld in een veldslag in Thracië
- Imagina (ovl. na 1243), gehuwd met Willem, kastelein van Sint-Omaars
- Mathilde (ovl. 1249), abdis van de abdij van Munsterbilzen

Gerard werd opgevolgd door zijn zoon Lodewijk II van Loon. Gerards jongste zoon Arnold volgde dan weer zijn broer Lodewijk op bij diens overlijden.

## Voorouders
| Voorouders van Gerhard van Loon | Voorouders van Gerhard van Loon                              | Voorouders van Gerhard van Loon                              | Voorouders van Gerhard van Loon                              | Voorouders van Gerhard van Loon                              | Voorouders van Gerhard van Loon                              | Voorouders van Gerhard van Loon                              | Voorouders van Gerhard van Loon                                          | Voorouders van Gerhard van Loon                                          |
| ------------------------------- | ------------------------------------------------------------ | ------------------------------------------------------------ | ------------------------------------------------------------ | ------------------------------------------------------------ | ------------------------------------------------------------ | ------------------------------------------------------------ | ------------------------------------------------------------------------ | ------------------------------------------------------------------------ |
| Overgrootouders                 | Arnold I van Loon (1050-1126) ∞ Adelheid van Mainz (-)       | Arnold I van Loon (1050-1126) ∞ Adelheid van Mainz (-)       | ? (-) ∞ ? (-)                                                | ? (-) ∞ ? (-)                                                | Folmar IV van Metz (1060-1111) ∞ ? (-)                       | Folmar IV van Metz (1060-1111) ∞ ? (-)                       | Adalbert II van Egisheim (1065-1098) ∞ Ermesinde I van Namen (1080-1143) | Adalbert II van Egisheim (1065-1098) ∞ Ermesinde I van Namen (1080-1143) |
| Grootouders                     | Arnold II van Loon (1085-1138) ∞ Aleida van Diest (-)        | Arnold II van Loon (1085-1138) ∞ Aleida van Diest (-)        | Arnold II van Loon (1085-1138) ∞ Aleida van Diest (-)        | Arnold II van Loon (1085-1138) ∞ Aleida van Diest (-)        | Folmar V van Metz (1090-1142) ∞ Mathilde van Longwy (-)      | Folmar V van Metz (1090-1142) ∞ Mathilde van Longwy (-)      | Folmar V van Metz (1090-1142) ∞ Mathilde van Longwy (-)                  | Folmar V van Metz (1090-1142) ∞ Mathilde van Longwy (-)                  |
| Ouders                          | Lodewijk I van Loon (1107-1171) ∞ Agnes van Metz (1114-1175) | Lodewijk I van Loon (1107-1171) ∞ Agnes van Metz (1114-1175) | Lodewijk I van Loon (1107-1171) ∞ Agnes van Metz (1114-1175) | Lodewijk I van Loon (1107-1171) ∞ Agnes van Metz (1114-1175) | Lodewijk I van Loon (1107-1171) ∞ Agnes van Metz (1114-1175) | Lodewijk I van Loon (1107-1171) ∞ Agnes van Metz (1114-1175) | Lodewijk I van Loon (1107-1171) ∞ Agnes van Metz (1114-1175)             | Lodewijk I van Loon (1107-1171) ∞ Agnes van Metz (1114-1175)             |
| Gerard van Loon (1171-1194)     |                                                              |                                                              |                                                              |                                                              |                                                              |                                                              |                                                                          |                                                                          |

Frank DECAT, Van Rijn tot Main. Het ‘Duitse’ verhaal van de graven van Loon 12de - begin 13de eeuw. 
In: Limburg – Het Oude Land van Loon, jg. 92, 2013, blz. 21 – 66.
Frank DECAT, Heren van de Euregio. Hoe Loon en zijn graven het Middeleeuwse Maas-Rijngebied mee vorm gaven. 1150-1300. In: Limburg – Het Oude Land van Loon, jg. 95, 2016, blz. 199-245.